# فيرنر كلومب
فيرنر كلومب (بالألمانية: Werner Klumpp) (مواليد 12 نوفمبر 1928 في بايرسبرون، بادن فورتمبيرغ)، سياسي ألماني ينتمي إلى الحزب الديمقراطي الحر (FDP). بعد وفاة فرانتس يوزيف رودر شغل فيرنر كلومب منصب رئيس وزراء ولاية سارلاند (26 يونيو 1979 إلى 5 يوليو 1979).

## روابط خارجية
- فيرنر كلومب على موقع مونزينجر (الألمانية)